# Podmokła
Podmokła (niem. Tiefengrundkamm, 1001 m n.p.m.) – szczyt w Górach Izerskich, położony w zachodniej części Wysokiego Grzbietu.
Podmokła położona jest w obrębie bloku karkonosko-izerskiego, w strefie kontaktu granitoidowego masywu karkonoskiego oraz metamorfiku izerskiego. Wzniesienie zbudowane jest z karbońskich granitów porfirowatych w części południowej i staropaleozoicznych gnejsów w części północnej.

## Szlaki turystyczne
Przez szczyt przebiegają następujące szlaki:
- Główny Szlak Sudecki Świeradów-Zdrój – Świeradowiec – Podmokła – Izerskie Garby – Szklarska Poręba
- Świeradów–Zdrój – Świeradowiec – Podmokła – Hala Izerska – Szklarska Poręba